# XBIZ
XBIZ est un éditeur américain de différents médias spécialisés dans l'actualité des entreprises de l'industrie du sexe.
En plus de son site Web phare "Xbiz.com", XBIZ publie deux magazines professionnels mensuels, accueille des expositions et des salons, et facilite le réseautage entre les professionnels en ligne adultes grâce à un service de réseautage professionnel business-to-business. Les représentants des entreprises XBIZ sont fréquemment cités dans les médias mainstream à propos des tendances et des pratiques commerciales du secteur,,,,,,.
XBIZ, ses publications et services affiliés sont gérés par Adnet Media qui a été fondée en 1998 par un ancien entrepreneur de l'industrie internet pour adultes, Alec Helmy. Helmy est membre fondateur de l'Association of Sites Advocating Child Protection (ASACP).

## Médias

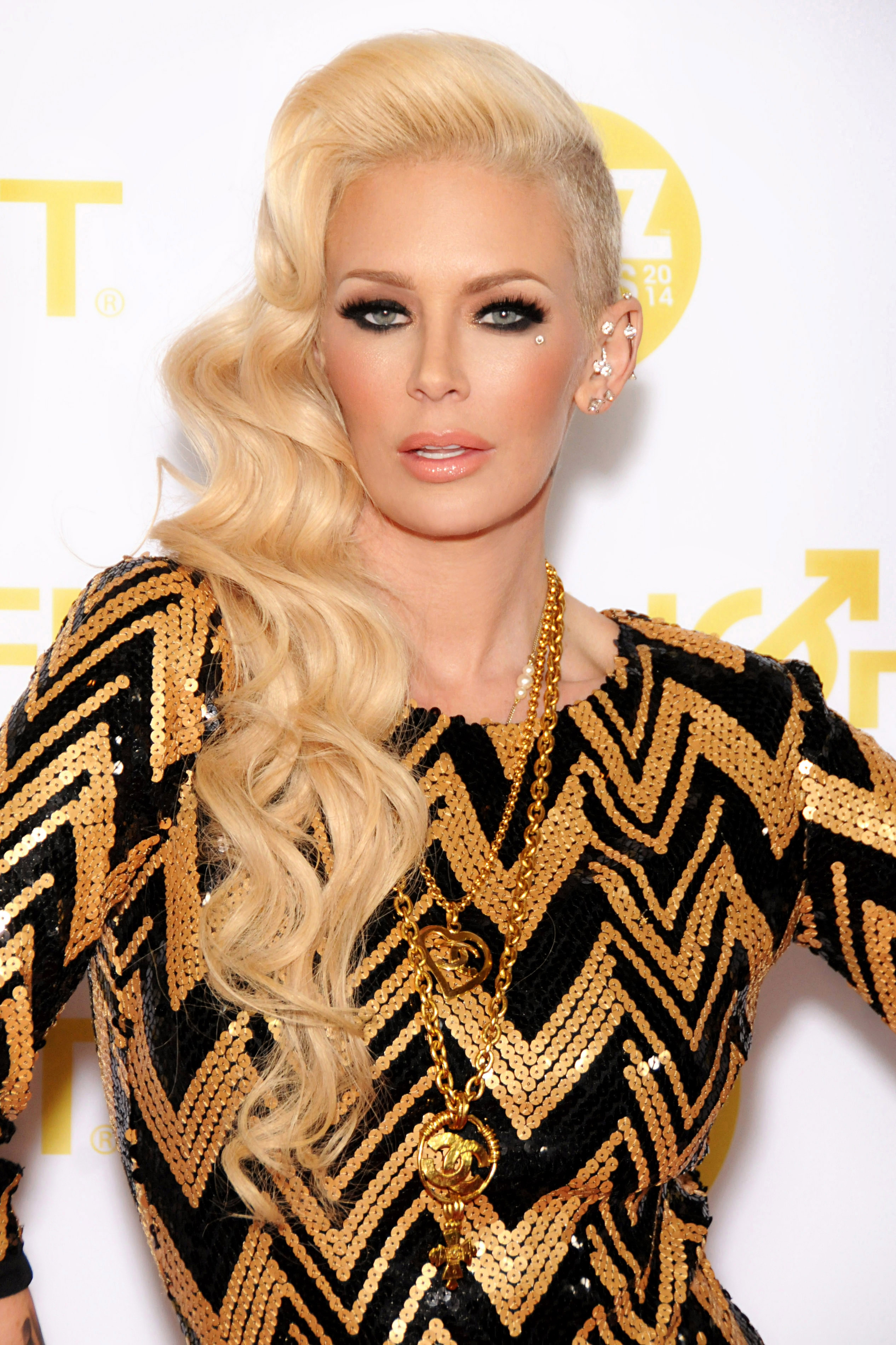
Jenna Jameson au XBIZ Awards Show 2014

- XBIZ Awards - un des plus grands salons de récompenses interentreprises de l'industrie du divertissement pour adultes, qui honore et reconnaît l'excellence commerciale et les réalisations exceptionnelles des professionnels de l'industrie, des entreprises et des artistes.[réf. nécessaire]
- XBIZ Digital Edition - XBIZ Digital propose des éditions numériques des revues commerciales XBIZ World Magazine et XBIZ Premiere Magazine, offre versions en ligne ou téléchargeables pour une consultation hors ligne.
- XBIZ Forum - un forum de trois jours et un événement de réseautage pour les professionnels de l'industrie, tenu au Hard Rock Hotel and Casino à Paradise au Nevada.
- XBIZ LA Conference - le séminaire annuel et le salon professionnel de l'industrie du divertissement pour adultes, avec des séminaires, des ateliers, des discours liminaires et des événements de réseautage de l'industrie.
- XBIZ Newswire - un fil de presse et un service RSS de l'industrie pour adultes[11],[12]
- XBIZ Premiere Magazine (anciennement XBIZ Video) - un magazine spécialisé pour le secteur de la vente au détail de l'industrie du divertissement pour adultes, qui rend compte des nouvelles et des développements dans les secteurs des gays, de la vente au détail, des jouets sexuels et de la vidéo de l'industrie du divertissement pour adultes[13].
- XBIZ Research - un programme d'études de marché sur l'industrie du divertissement pour adultes.
- XBIZ World Magazine - un magazine spécialisé pour le secteur des médias numériques de l'industrie pour adultes qui présente des informations sur Internet et la technologie, des articles de fond, des analyses de marché, des rapports sur les tendances et des entretiens avec des pionniers de l'industrie pour adultes en ligne.
- XBIZ.com - un portail d'actualités et de ressources de l'industrie pour adultes qui propose des articles d'actualité, des articles de fond, des listes d'événements, des blogs, des babillards électroniques, des services aux entreprises et un annuaire complet des entreprises de l'industrie du divertissement pour adultes[14].
- XBIZ.net - un service de réseau professionnel d'entreprise à entreprise de l'industrie du divertissement pour adultes qui relie les professionnels de l'industrie du divertissement pour adultes à de nouvelles opportunités commerciales.